# ولو (عشر ستاق)
ولو (بالفارسية: ولو) هي قرية تقع في إيران في قسم عشر ستاق الريفي. يقدر عدد سكانها بـ 203 نسمة بحسب إحصاء 2016.